# Мацинин
Мацинин — хутор в Зимовниковском районе Ростовской области.
Входит в состав Гашунского сельского поселения.

## История
Согласно первой Всесоюзной переписи населения 1926 года население хутора составляло 239 человек, из них великороссов - 190, украинцев - 49. На момент переписи хутор входил в состав Глубочанского сельсовета Зимовниковского района Сальского округа Северо-Кавказского края.

## География
На хуторе имеется одна улица: Прудовая.

## Население
Динамика численности населения
| 1926 |
| ---- |
| 239  |

| 2010 |
| ---- |
| 155  |